# Уранорганические соединения
Уранорганические соединения — соединения, в которых атом урана соединён непосредственно с атомом углерода органических функциональных групп.

## Физические и химические свойства
В уранорганических соединениях уран имеет степень окисления +3 или +4. Электронная плотность связи U-C смещена в сторону органической группы: Uδ+→Rδ-, а в образовании связи с заметной ковалентной составляющей участвуют также f-электроны атома урана. Химическая связь U-R принадлежит к π- или σ-типу.
Наиболее изученными являются π-комплексы урана, в которых лигандом выступает циклопентадиен и его производные: U(C5H5)3, U(C5H5)4, U(C5H5)3X, U(C5H5)2X2, U(C5H5)X3, где X — это σ-связанные органические группы или ацидные лиганды, а также π-комплексы урана с циклооктатетраеновыми лигандами U(C8H8)2 (ураноцен), U(C8H8)X2Sol2, где X — ацидный лиганд, а Sol — молекула растворителя с n-донорными атомами.
Существуют также уранорганические соединения Li2UR6, Li3UR8, содержащие σ-связанные группы, и тетрааллильные комплексы.
В целом свойства уранорганических соединений схожи со свойствами аналогичных соединений лантаноидов.

## Получение и применение
Методы синтеза уранорганических соединений заключаются в реакции галогенидов урана с циклопентадиенидами и циклооктатетраенидами щелочных и щелочноземельных металлов. Кроме того, используется циклооктатетраенид таллия.
Уранорганические соединения не находят широкого применения, хотя обнаружена их каталитическая способность в реакциях димеризации, гидрирования, дегидрирования, изомеризации и олигомеризации непредельных соединений.